# Daniel Fortuny i Pons
Mossèn Daniel Fortuny i Pons (Alzina de Moror, Pallars Jussà, 1914 - Llimiana el 17 de novembre de 2006) fou un sacerdot català.

## Biografia
Desenvolupà la major part de la seva tasca pastoral a les comarques del Ripollès, on entre 1946 i 1964 va ser rector de Planoles i encarregat de Nevà, Toses i Dòrria, i posteriorment de l'Urgell Mitjà, on fou durant 26 anys arxipreste, ecònom (des de 1973) i rector de la parròquia de Ponts. Tingué un paper destacat en la recuperació de les esglésies romàniques de Rialb i en la colonització de la parròquia de Tiurana.
El 2006 va rebre el Premi Creu de Sant Jordi en reconeixement del seu llarg treball pastoral a la diòcesi d'Urgell, prop dels pobles rurals d'aquest bisbat; per haver afavorit sempre la reconstrucció d'antigues esglésies i la reconstrucció artística i cultural del país; i per haver dut a terme moltes iniciatives desinteressadament i d'atenció a les persones necessitades.

## Obra
Sobre el terreny: trescant pels quatre punts cardinals de la diòcesi d'Urgell